# Spectre (musicien)
Pour les articles homonymes, voir Spectre.
Spectre, de son vrai nom Skiz Fernando, est un musicien, rappeur et producteur de musique électronique américain. À la tête du label WordSound, sa musique réputée pour sa noirceur figure parmi les chefs de file de l'illbient.

## Biographie
La musique de Spectre est réputée pour sa noirceur figure parmi les chefs de file de l'illbient,. Il publie son premier album, The Illness, en 1995, qui est comparé à Lee « Scratch » Perry et au Wu Tang Clan. Il collabore notamment par la suite avec Prince Paul sur son album Psychoanalysis, Techno Animal sur Vs. Reality), et Sensational sur l'album de Spectre, Parts Unknown. 
Spectre publie également une mixtape de 90 minutes, RuffKutz, qui représente son nouveau label, Black Hoodz, et fait participer Dr Israel, Sensational, Mr. Dead, et les Jungle Brothers. Son deuxième album, The Second Coming, est publié en 1998, et son troisième album, The End, en 2000. En 2000 également, lors d'une visite en Sri Lanka, Fernando participe au script du film Crooked. Le film est tourné en 25 jours en avril 2001. Il est distribué au label Wordsound comme bande-son et en coffret double-DVD en 2002.
Psychic Wars est publié en 2003. Le magazine allemand Skug décrit l'album comme « du Gnackwat pour les neuronnes. » L'album fait participer Honeychild et Tony Maimone du groupe Pere Ubu.

## Discographie
- 1995 : The Illness
- 1997 : The Second Coming
- 1999 : The End
- 2001 : Parts Unknown
- 2003 : Psychic Wars
- 2004 : Retrospectre (compilation)
- 2006 : Transcendent
- 2006 : Tunes From The Crypt
- 2006 : Spectre Presents : Sensational In Dub
- 2008 : Internal Dynasty
- 2009 : Sensational & Spectre - Acid & Bass
- 2010 : Death Before Dying
- 2012 : The True & Living
- 2016 : The Last Shall Be First
- 2021: Èminence Grise